# Declare Independence
Declare Independence —en català: 'Declareu la Independència'— és una cançó composta i enregistrada per la cantant islandesa Björk. Es publicà l'1 de gener del 2008 com a tercer disc senzill extret del seu setè àlbum, Volta. Björk ha dedicat la cançó a diverses causes per la independència en diferents ocasions: en els seus concerts del 2008 a Shanghai i Tòquio, on la va dedicar al Tibet i a Kosovo respectivament, i també als mitjans socials l'octubre del 2017 en suport de Catalunya, en tots casos generant força controvèrsia.

## Antecedents
Declare Independence al principi era una cançó instrumental composta pel músic britànic i freqüent col·laborador de Björk, Mark Bell. Björk afegí més tard al damunt la veu i els arranjaments de vent. La lletra està dedicada a les illes Fèroe i a Groenlàndia, actualment països constituents del Regne de Dinamarca, tal com havia estat en el passat Islàndia, lloc de procedència de Björk.

## Vídeo musical

### Antecedents i desenvolupament
El vídeo de la cançó de temàtica militar fou dirigit pel director francès Michel Gondry. Era el setè vídeo que dirigia per a Björk i el primer des del 1997. En una roda de premsa el 22 de març del 2007, Gondry anuncià que rodaria un vídeo amb Björk per a un nou senzill, i si bé no va revelar de quina cançó es tractava, afirmà que pretenia abordar-la com una cançó punk. Posteriorment es va confirmar que es tractava del vídeo de “Declare Independence” en la revista Monsters and Critics el 8 de maig del 2007. El rodatge s'anava a fer inicialment a Londres l'agost del 2007 coincidint amb el llançament del disc senzill; finalment es posposà a l'11 d'octubre de 2007 a Nova York. La versió final del vídeo es presentà per primera vegada a AOL el 6 de desembre del 2007.

### Sinopsi
El vídeo comença amb Mark Bell suspès d'una paret per damunt de Björk tocant un baix elèctric amb forma de teler. Les cordes del baix s'enfilen per un megàfon subjectat per Björk, els cascs de diversos soldats d'infanteria i a continuació per un sistema de politges fins a tornar una altra vegada al baix elèctric. A mesura que la cançó progressa les cordes es tenyeixen de diversos colors en passar pel corró. Quan entra la percussió, els soldats salten rítmicament sobre una plataforma que fa hissar una pancarta blanca. Cinc persones vestides amb granotes pinten la pancarta quan arriba dalt de tot. Al final del vídeo, quan la màquina comença a aturar-se, un raig de pintura verda travessa la pantalla. Totes les persones en el vídeo incloent Björk duen granotes amb les banderes de les illes Fèroe i de Groenlàndia a les espatlles.

## Controvèrsies

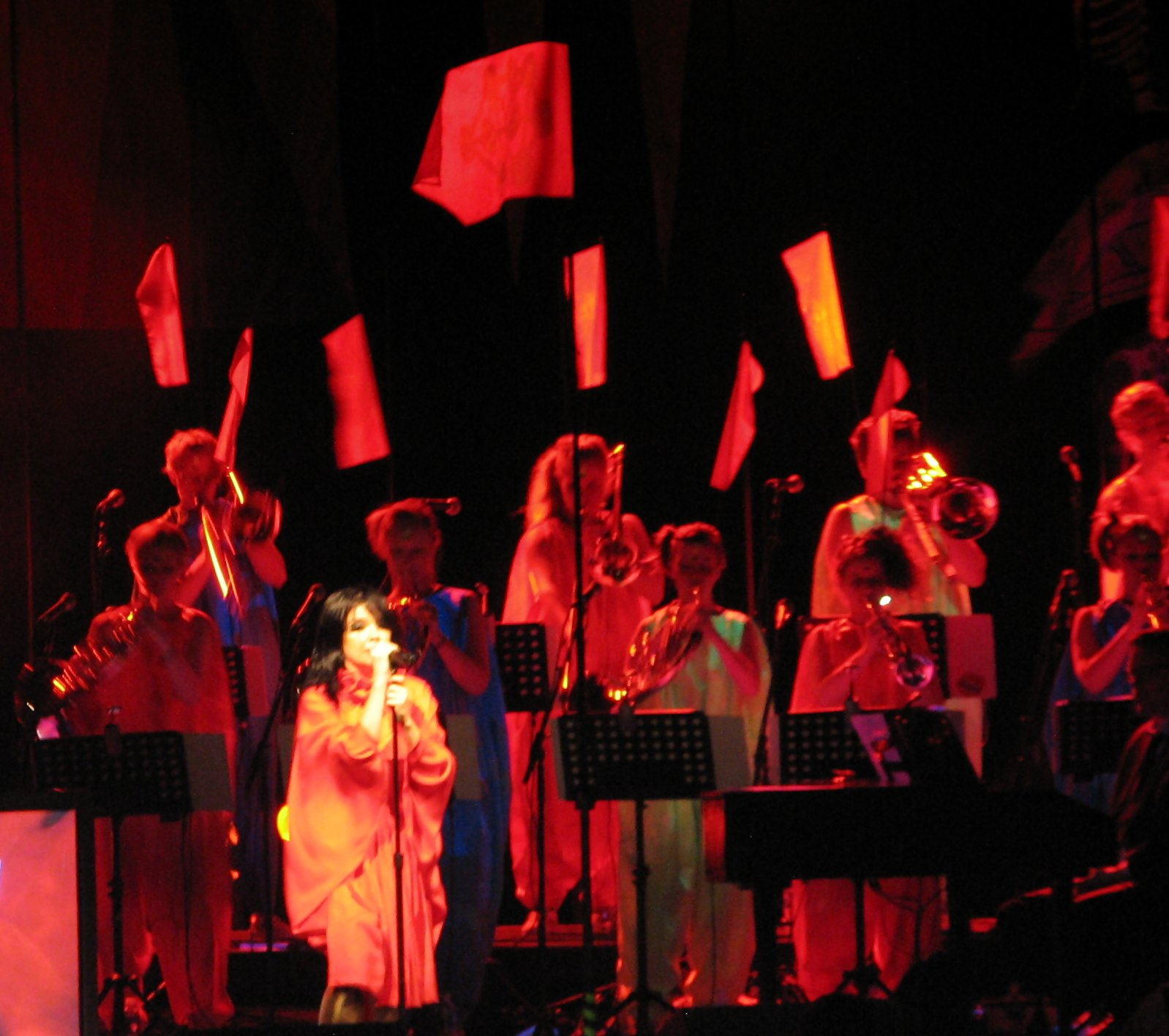
Björk actuant al Radio City Music Hall de Nova York

Björk ha aprofitat interpretacions en directe de "Declare Independence" per donar suport polític a diverses causes. En dos concerts a Tòquio, al Japó, mostrà el seu recolzament per la declaració d'independència de Kosovo. Quan la seva actuació programada al festival EXIT 2008 a Sèrbia fou cancel·lada, Björk va suggerir que “potser un serbi va assistir al meu concert [a Tòquio] i va trucar a casa, i com a resultat el concert a Novi Sad fou cancel·lat”. L'organitzador d'EXIT Festival va negar que la cancel·lació del concert de Björk hagués estat per la seva dedicació de la cançó a Kosovo, sinó perquè no podien garantir la seguretat dels seus fans. Els mànagers de Björk van insistir que la cancel·lació era per la dedicatòria, argumentant que havien rebut un missatge electrònic d'EXIT Festival dient que només permetrien que el concert tingués lloc si “negaven que Björk mai [havia dedicat la cançó a Kosovo]”. Al maig del 2008, l'organitzador del festival, Bojan Boscovic, canvià de postura i va declarar a la revista NME que oferia una “invitació oberta” a Björk per tocar al festival. Quan Björk dedicà la cançó a les illes Fèroe, va provocar una petita controvèrsia al país.
En el seu concert el 2 de març del 2008 a Shanghai, a la Xina, Björk cridà “Tibet, Tibet!” tres vegades seguit de “Raise your flag!” -en català: 'hisseu la vostra bandera'- quatre vegades durant la part final de la interpretació de “Declare Independence”. Immediatament es creà una “atmosfera enrarida” amb els fans abandonant ràpidament el local del concert, i fòrums d'internet com el Tianya Club van criticar el seu comportament. El Ministeri de Cultura Xinès publicà una nota denunciant el que considerava un atac de Björk, i amenaçà de prohibir-li tornar a actuar a la Xina si es repetia el seu comportament. En una entrevista, Björk declarà que ella no havia “[planejat] viatjar a la Xina amb el propòsit de ... fer propaganda política” i que les autoritats xineses havien “sensacionalitzat” la seva actuació. El 17 de juliol del 2008, el Ministeri de Cultura Xinès anuncià que als artistes que entre altres coses “amenacessin la unitat nacional” durant els seus concerts, se’ls prohibiria actuar a la Xina. Fans d'Oasis i Bob Dylan, els quals havien actuat als Tibetan Freedom Concerts, varen culpar les noves regulacions de causar-los la denegació del permís per actuar en auditoris xinesos.
El 2 d'octubre del 2017, just després del referèndum sobre la independència de Catalunya, Björk va dedicar a Twitter la cançó a Catalunya.

## Interpretacions en directe
El 8 de juny del 2007 Björk va aparèixer en el programa de televisió britànic “Later With Jools Holland” per cinquena vegada en la seva carrera en solitari. Entre les cançons que va interpretar s'incloïa “Declare Independence”.
Björk ha interpretat la cançó en tots els concerts del seu “Volta Tour”, normalment com a darrera peça de l'actuació. La interpretació en directe es recolza de manera important en l'instrument de música electroacústica Reactable, desenvolupat pel Music Technology Group de la Universitat Pompeu Fabra de Barcelona.